# Едуардас Хломаускас
Едуардас Хломаускас (лит. Eduardas Chlomauskas; 8 січня 1927, Каунас — 9 жовтня 2004, Вільнюс) — литовський інженер-архітектор, заслужений архітектор Литовської РСР (1971), народний архітектор Литовської РСР, лауреат Премії Ради Міністрів РСР (1972), Державної премії Литовської РСР (1967, 1971).

## Біографія
Навчався в Каунаській гімназії (1941—1947). У 1953 році закінчив Каунаський політехнічний інститут (нині Каунаський технологічний університет). Починаючи з 1953 року, працював в Інституті проектування міського будівництва у Вільнюсі; в 1959—1964 роках був керівником групи, а в 1960—1992 роках — головним архітектором проектів.
У 1960—1970 роках викладав у Вільнюській філії Каунаського політехнічного інституту. З 1992 року був головним архітектором проектів закритого акціонерного товариства Пастатас (Pastatas), в 1998—2000 роках — керівником проектів.

## Проекти
За проектами Едуардаса Хломаускаса у Вільнюсі побудовані:
- Інститут проектування міського будівництва (1961)
- Республіканська лікарня (1966, спільно із Зігмантасом Ляндзбергісом)
- Клінічна лікарня на 500 ліжок[2] (1967, спільно з З. Ляндзбергісом; Державна премія Литовської РСР, 1967; інженер Генріхас Карвяліс)
- Палац спорту (1971; спільно з Йонасом Крюкялісом і З. Ляндзбергісом; Державна премія Литовської РСР, 1973)
- Республіканська дитяча лікарня в Сантарішкесі (1977; спільно з Регімантасом Пличюсом-Пличюрайтісом і Р. Крікштопавічене)
- Онкологічна лікарня в Сантарішкесі (1978, спільно з Пличюсом-Пличюрайтісом)
- Республіканська клінічна лікарня в Сантарішкесі (1983, спільно з З. Ляндзбергісом і Регімантасос Пличюсом-Пличюрайтісом)

У Валькининкаї (Варенський район) за проектом Хломаускаса і Ляндзбергіса споруджено будівлю дитячого санаторію «Пушяле» (1970; премія Ради Міністрів СРСР, 1972). Також є автором проектів планування житлових кварталів у Вільнюсі на вулиці Туристу (нині уд. Жалюю ежеру, 1978, спільно з Пличюсом-Пличюрайтісом і Р. Толейкісом) і вулиці Буйвіджю (1981, спільно з Р. Толейкісом), проектів житлових будинків для малосімейних (1978, 1980), виробничої будівлі „Lietprojektas“ на вулиці Лукішкю (1989, спільно з Й. Мачюнайте), лікарні «Швидкої допомоги» у Вільнюсі (1995, спільно з З. Ляндзбергісом).

## Нагороди та звання
- 1967 — Державна премія Литовської РСР (Республіканська премія)
- 1971 — звання Заслуженого архітектора Литовської РСР
- 1973 — Державна премія Литовської РСР (Республіканська премія) — за створення Палацу спорту з залом універсального призначення, разом з архітекторами Зігмантасом Ляндзбергісом, Йонасом Крюкялісом, інженерами Г. Карвялісом, А. Катілюсом, будівельниками І. Мартінайтісом, Й. Рукасом, Н. Пяскіним[3];
- 1972 — Премія Ради Міністрів СРСР
- 1984 — Народний архітектор Литовської РСР